# Lester Hudson
Lester Hudson (ur. 7 sierpnia 1984 w Memphis) – amerykański koszykarz, obrońca, aktualnie zawodnik chińskiego klubu Shandong Golden Stars.
16 lipca 2015 roku został zwolniony przez klub Los Angeles Clippers.
Jest jedynym zawodnikiem w historii NCAA, który zanotował quadruple-double (2008).
3 października 2020 przedłużył umowę z chińskim Shandong Golden Stars.

## Osiągnięcia
Stan na 5 października 2020, na podstawie, o ile nie zaznaczono inaczej.
NCAA
- Mistrz sezonu regularnego konferencji Ohio Valley (OVC – 2009)
- 2-krotny zawodnik roku OVC (2008, 2009)[5]
- Zaliczony do I składu:
  - OVC (2008, 2009)
  - turnieju OVC (2008, 2009)
  - najlepszych nowo-przybyłych zawodników OVC (2008)

CBA - Chiny
- Mistrz CBA (2011, 2018)
- Wicemistrz CBA (2014, 2015, 2016)[6]
- MVP:
  - zagraniczny CBA (2014, 2015)[6]
  - finałów CBA (2018)
- Uczestnik meczu gwiazd CBA (2012–2017)
- Lider CBA w przechwytach (2015)[7]